# چین گانگ
چین گانگ (چینی: 秦刚; پین‌یین: Qín Gāng; متولد ۱۹ مارس ۱۹۶۶) دیپلمات و سیاستمدار چینی است که از دسامبر ۲۰۲۲ تا ژوئیه ۲۰۲۳ به عنوان وزیر امور خارجه چین فعالیت می‌کرد. او پس از وانگ یی، عضو پلیتبوروی حزب کمونیست چین، دومین دیپلمات عالی‌رتبه چین بود. وی پیش از این از سال‌های ۲۰۲۱ تا ۲۰۲۳ به عنوان سفیر چین در ایالات متحده و از سال ۲۰۱۸ تا ۲۰۲۱ معاون وزیر امور خارجه چین بوده‌است.

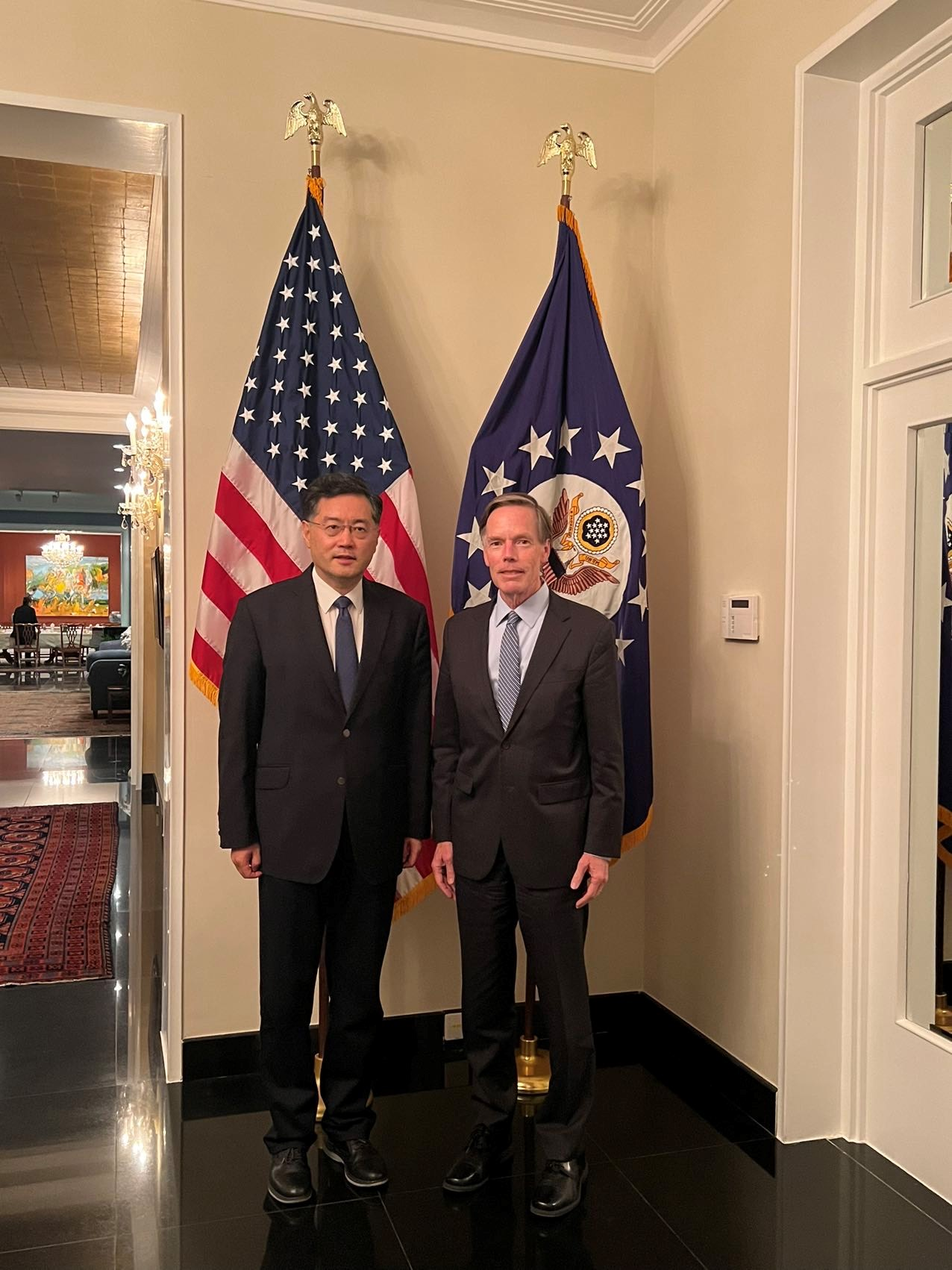
دیدار رابرت برنز سفیر ایالات متحده در چین با سفیر چین در ایالات متحده چین گانگ، قبل از عزیمت چین به ایالات متحده